# Pathum Rat (huyện)
Pathum Rat (tiếng Thái: ปทุมรัตต์) là một huyện (amphoe) ở tây nam của tỉnh Roi Et, Thái Lan.

## Địa lý
Các huyện giáp ranh (từ phía đông theo chiều kim đồng hồ) là: Kaset Wisai của tỉnh Roi Et, Phayakkhaphum Phisai, Na Dun và Wapi Pathum của tỉnh Maha Sarakham.

## Lịch sử
Tiểu huyện (king amphoe đã được lập ngày 15 tháng 6 năm 1963, khi ba tambon Bua Daeng, Phon Sung và Non Sawan được tách ra từ Kaset Wisai. Đơn vị này đã được nâng cấp thành huyện ngày 27 tháng 7 năm 1965.

## Hành chính
Huyện này được chia thành 8 phó huyện (tambon), các đơn vị này lại được chia ra thành 98 làng (muban). Pathum Rat là một thị trấn (thesaban tambon) nằm trên một phần của tambon Bua Daeng và Non Sa-nga. Có 8 Tổ chức hành chính tambon.
| STT. | Tên        | Tên Thái | Số làng | Dân số |  |
| ---- | ---------- | -------- | ------- | ------ |  |
| 1.   | Bua Daeng  | บัวแดง    | 7       | 3,486  |  |
| 2.   | Dok Lam    | ดอกล้ำ    | 15      | 8,004  |  |
| 3.   | Nong Khaen | หนองแคน  | 14      | 7,616  |  |
| 4.   | Phon Sung  | โพนสูง    | 9       | 4,996  |  |
| 5.   | Non Sawan  | โนนสวรรค์ | 16      | 6,913  |  |
| 6.   | Sa Bua     | สระบัว    | 17      | 7,928  |  |
| 7.   | Non Sa-nga | โนนสง่า   | 8       | 3,589  |  |
| 8.   | Khilek     | ขี้เหล็ก    | 8       | 4,761  |  |